# Sovranità delle sfere
La sovranità delle sfere o sovranità delle sfere sociali è una concezione della dottrina sociale protestante (in particolare calvinista) che afferma come ogni sfera di cui è composta la vita (ad es. Stato, chiesa, famiglia, scuola, associazioni, industria, scienza, ecc.) derivi direttamente da Dio, sia autonoma dalle altre, sovrana su sé stessa e responsabile direttamente verso Dio del modo in cui si conduce. Ne consegue che la sovranità di ciascuna sfera debba essere rispettata, valorizzata e salvaguardata (come pure criticata quando è necessario) dalle altre sfere. Questo non esclude, anzi, esige, che ogni sfera si rapporti, dialoghi, si coordini (in modo paritetico) con le altre dando il proprio contributo alla vita dell'intero insieme sociale.
La concezione di sovranità delle sfere si differenzia da quella cattolica del principio di sussidiarietà perché respinge un quadro gerarchico di rapporti. Essa, infatti, esclude, in negativo, che vi siano sfere "superiori" in rapporto ad altre "inferiori" e riconosce, in positivo, la legittima sovranità di ciascuna sfera, ognuna delle quali non è gerarchicamente sottoposta ad alcun'altra, ma si rapporta alla pari con le altre sfere in un quadro di cooperazione. Inoltre, mentre il principio di sussidiarietà si fonda su un concetto di collaborazione che serva alla partecipazione armonica di tutti i settori sociali in vista dell'unico bene della persona, la sovranità delle sfere sostiene come valore assoluto l'indipendenza dei settori sociali stessi, e afferma la necessità di separarli anche con forza.
La sovranità delle sfere ridimensiona e relativizza, per esempio, il potere delle chiese e degli Stati, impedendo che, abusando del loro potere, sviluppino forme di totalitarismo e si immischino in ciò che è di competenza di ciascuna sfera (operino, cioè, indebite ingerenze). La sovranità delle sfere è un'alternativa alle concezioni dell'ecclesiasticismo, del secolarismo statalista.

## Origine storica
Il rapporto fra il potere dello Stato e quello delle istituzioni religiose (non solo cristiane) è sempre stato problematico. Da una parte vi è lo Stato che spesso ha voluto dominare (ingerendosi in esse) e sfruttare a proprio vantaggio, le istituzioni religiose; dall'altra vi sono le chiese che spesso hanno voluto dominare e condizionare la vita politica e sociale, pretendendo di avere, al riguardo, un "diritto divino" su di essa.
Durante il Medioevo era prevalsa la concezione gerarchica ecclesiastica che sosteneva come Dio, attraverso la Chiesa, governasse il mondo, esercitando dominio su ogni sfera della cultura. In base a questo insegnamento, la Chiesa dominava le arti, l'agricoltura, il governo, la famiglia, le corporazioni professionali e il sistema educativo. L'ecclesiasticismo era palese nelle arti. I temi religiosi erano incoraggiati dal patrono primario delle arti, la Chiesa. Allo stesso modo, la politica nel Medioevo spesso vedeva leader politici che sostanzialmente ubbidivano ("dovevano ubbidire") ai dettami delle autorità ecclesiastiche. Autorità politiche e religiose, così, spesso si identificavano le une con le altre. La chiesa sovrintendeva pure le corporazioni e l'agricoltura. Nella sfera della famiglia, era la Chiesa a gestire e regolare, per esempio, il matrimonio, la procreazione e la sessualità. Nella sfera educativa, ciascuna delle più grandi università erano state create e sostenute dalla Chiesa.
Durante il Rinascimento, però, emerge una concezione secolarizzata in cui la cultura si emancipa dal condizionamento della Chiesa. Ricchi mercanti, ad esempio, diventano patroni delle arti, mettendo in grado queste aree di essere libere dal controllo ecclesiastico. Governo, famiglia, educazione ed economia si liberano dai condizionamenti ecclesiastici soprattutto grazie al Protestantesimo.
Il concetto di sovranità delle sfere, però, è formulato per la prima volta dal teologo calvinista e primo ministro olandese Abraham Kuyper ed ulteriormente sviluppato da Herman Dooyeweerd e Dirk Vollenhoven. Kuyper basa l'idea di sovranita delle sfere sul concetto di esistenza coram Deo. Ogni sfera esiste "di fronte a Dio", significando con questo che ciascuna di esse ha la propria integrità, la quale consiste di livelli d'autorità, proposito, e modelli suoi propri. Kuyper afferma come il ruolo della Chiesa sia quello di preparare le persone a servire nell'ambito delle proprie sfere e di influenzare le sfere influendo sugli individui. Per Kuyper la sovranità delle sfere implica una certa forma di separazione della chiesa dallo stato e da altre sfere sociali. Secondo la sovranità delle sfere, dato che nei Paesi Bassi vi erano molte comunità religiose, tutte queste dovevano formare la propria sfera, con le proprie istituzioni sociali come scuole, stampa, ospedali ed assistenza sociale. Tutto questo risulta in una società sostenuta da "colonne" legittimate ad avere e gestire la propria identità in modo autonomo (Verzuiling in olandese, Pilarisation in francese) della società. Primo esempio di questo fenomeno è la "Università libera", fondata da Kuyper dove i ministri delle chiese riformate olandesi sarebbero stati istruiti senza interferenze da parte dello stato olandese, perché i ministri di culto, nella concezione kuyperiana, si pongono al di fuori della sfera di competenza del governo.

## Aspetti della dottrina
La dottrina della sovranità delle sfere comporta molte applicazioni.
L'istituzione della famiglia, per esempio, non deriva dallo Stato, dalla Chiesa, o da fattori sociali contingenti, ma deriva dall'originale atto creativo di Dio (è un'istituzione creazionale). Non è lo Stato né la Chiesa che possa definire che cosa sia la famiglia o che stabilisca quali ne debbano essere le regole, ma la sovrana Parola di Dio (concepita dal Protestantesimo come indipendente dal controllo della Chiesa). Nella famiglia, l'autorità che possiede sulla gestione della propria vita non deriva, quindi, dall'autorizzazione o delega che riceve da qualche potere ad essa esterno, ad es. dallo Stato, ma procede naturalmente dal capofamiglia, il genitore, responsabile direttamente verso Dio. Lo Stato, eventualmente, può subentrare, autorizzato, per surrogare ciò che la famiglia, pur dovendolo, non riesce a realizzare.
In un'organizzazione scientifica, una scuola o un'università, nessuno Stato o chiesa può dettare a quali conclusioni scientifiche tale istituzione deve pervenire. Le leggi che devono esservi applicate sono inerenti alla sfera stessa. L'amministrazione della scuola compete a coloro che sono legittimamente a capo di tale organizzazione, secondo le loro specifiche competenze. Allo stesso modo in un'organizzazione di commercio, si applicano solo le regole del commercio, coloro che la devono guidare sono i suoi propri leader. L'agricoltura non deriva le sue leggi dal governo, ma alle leggi della natura. Ogni qual volta un governo presume di dettare quali leggi devono essere operative in una determinata sfera, coloro che vi appartengono reagiscono legittimamente quando protestano come lo Stato stia interferendo nei loro affari interni. La questione è fino a che punto lo Stato possa intervenire interferendo in una determinata sfera.

## Sovranità dello Stato e sovranità delle sfere
Qual è il rapporto della sovranità dello Stato con la sovranità delle sfere in questa prospettiva? Idealmente non vi deve essere fra di loro alcun conflitto, perché la loro autorità deriva da un'origine comune, cioè Dio, e in ciascuna di esse la loro sovranità è delegata da Dio direttamente alla sfera che la deve esercitare, non attraverso la mediazione di altre.
Vi è differenza nel modo in cui sono sorti i governi, lo scopo per cui esistono ed il metodo con il quale si esercita la loro autorità. Tutte queste sfere sociali, con l'eccezione della Chiesa, si sono sviluppate in modo organico dalla vita normale dell'umanità. Non così i governi. Se, infatti, la vita si fosse sviluppata normalmente, senza l'influenza corruttrice del peccato, non vi sarebbe stato bisogno di uno Stato o di un governo così come noi oggi li conosciamo. Ci sarebbe stato un Regno di Dio in cui l'umanità sarebbe stata unita. Questo Regno di Dio, però, non continua nel nostro presente Stato, ma nel regno spirituale di Cristo, la Chiesa. Lo Stato, con la sua funzione legislativa, esecutiva e giudiziaria, il suo esercito e la sua polizia, è un'istituzione della grazia comune di Dio, uno strumento che si è reso necessario a causa del peccato, per tenere sotto controllo la violenza del peccato e rendere possibile una società ordinata. La ragione per la quale esistono i governi è chiaramente insegnata nella Bibbia, in modo particolare da Romani 13:1-6 e spiegata nell'articolo 36 della Confessione di fede belga.
Il governo civile, quindi, non sorge dalla normale vita organica dell'uomo, non ha il proprio compito creazionale da svolgere, come la famiglia o la sfera della scienza o ciascuna delle altre sfere. Il suo compito è funzionale alla presenza nel mondo del peccato. Deve amministrare la giustizia in un mondo impregnato di peccato per punire i malfattori e per approvare coloro che fanno il bene.
Il governo civile è uno strumento della grazia comune di Dio per facilitare le diverse sfere della società l'adempimento dei loro rispettivi ruoli. Il governo non deve sostituirsi all'opera di queste sfere, com'è tendenza negli stati totalitari. Questo pregiudicherebbe e non aiuterebbe l'adempimento di quei compiti che Dio affida loro. Il governo non dovrebbe nemmeno permettere a queste sfere di operare senza limiti secondo i loro desideri peccaminosi, come la politica del laissez-faire che i liberali vorrebbero proporre. Questo sarebbe evadere le responsabilità che lo stato possiede nella società civile, cioè amministrare la giustizia. È piuttosto compito dello Stato contrapporsi a quelle forze che vorrebbero impedire a che le diverse sfere della società adempiano i compiti che Dio ha loro assegnato. Positivamente deve promuovere quelle condizioni e quei rapporti che sono loro utili nel perseguimento dei loro fini. In circostanze anormali potrebbe essere pure il compito dello Stato quello di integrare, surrogare o persino assumersi i doveri dei gruppi più deboli fintanto che non ritornano al loro stato normale. In ogni caso lo Stato deve avere come regola primaria: L'interesse delle sfere sociali deve essere prioritario. Nessuno Stato deve presumere di potere ignorare, alterare o distruggere il mandato che Dio assegna a ciascuna sfera. La famiglia, la scienza, l'arte, l'industria, e l'agricoltura non esistono a beneficio dello Stato, ma lo Stato esiste per il benessere di queste sfere. [Oltre al compito di amministrazione della giustizia, il Calvinismo assegna allo Stato certi compiti culturali generali ai quali l'intera società deve adempiere, come strade, trasporti, servizio postale, sviluppo delle risorse naturali ecc.].
Il dovere del governo verso le sfere sociali dovrebbe essere:
- Prevenire possibili conflitti fra le varie sfere e promuovere le condizioni per cui ciascuna di esse può assolvere nel modo più libero possibile i compiti che sono stati loro affidati.
- Proteggere gli individui ed i deboli in queste sfere contro qualsiasi abuso di potere operato dagli elementi più forti.
- L'autorità di esigere da tutti i doveri personali e finanziari necessari per la preservazione dello stato.

## Chiesa e sovranità delle sfere
Nel caso della Chiesa in quanto sfera vi è una differenza nel modo in cui essa è originata. La Chiesa non sorge, come le altre, dalla vita normale della creazione, non è un'istituzione creazionale. Di fatto, se la vita si fosse sviluppata normalmente senza l'influenza corruttrice del peccato, non vi sarebbe stato bisogno di una Chiesa, come non ci sarebbe stato bisogno nemmeno di uno Stato nel senso moderno del termine. La Chiesa, infatti, sorge a motivo del peccato come un'istituzione della grazia di Dio. In ogni caso, la Chiesa, come pure altre sfere della società, vede il proprio compito assegnatole direttamente da Dio, con una sua corrispondente autorità che nessuno Stato o potere esterno, può infrangere. Di fatto, nel caso della Chiesa, la sua autorità è ancor più salvaguardata dalle Sacre Scritture che altre sfere. Ci viene espressamente e ripetutamente detto che nella sfera sacra della Chiesa, Gesù Cristo e Lui soltanto è sovrano. Quando gli stati presumono di esercitare autorità sulla Chiesa, è stato versato a profusione il sangue dei martiri per difendere la sovranità della Chiesa dal dominio dello Stato.